# Staurogyne longicuneata
Staurogyne longicuneata är en akantusväxtart som beskrevs av Hsien Shui Lo. Staurogyne longicuneata ingår i släktet Staurogyne och familjen akantusväxter. Inga underarter finns listade i Catalogue of Life.